# 무쓰아이촌 (가나가와현 고자군)
무쓰아이촌(일본어: 六会村)은 일본 가나가와현 중남부 고자군에 속했던 촌이다. 현재의 후지사와시에 해당한다.

## 역사
- 1889년 4월 1일 - 정촌제 시행에 의해 고자군 무쓰아이촌이 성립하였다.
- 1912년 - 무쓰아이촌의 세대수 595세대, 인구 3,949명을 돌파
- 1923년 9월 1일 - 간토대지진이 발생해. 촌의 피해는 사망자 15명, 부상자 14명, 실종자 1명, 가옥 전소 757동, 반파 596동이였다.
- 1942년 3월 10일 - 후지사와시에 편입되었다.

## 교통

### 철도
- 오다큐 전철
  - 에노시마선

### 도로
- 현도 10호 -  국도 제467호선
- 현도 14호 - 현재의 가나가와 현도 43호 후지사와 아쓰기선

## 참고 문헌
- 角川日本地名大辞典編纂委員会,『角川日本地名大辞典 神奈川県』1984, 角川書店